# Crucihammus grossepunctatus
Crucihammus grossepunctatus là một loài bọ cánh cứng trong họ Cerambycidae.